# Zosterophyllopsida
Classe
Ordres de rang inférieur
- † Barinophytales
- † Sawdoniales
- † Zosterophyllales

Synonymes
- Zosterophyllophyta H.C.Bold, 1973[1]
- Zosterophyllophytina H.P.Banks, 1968[2]

Les Zostérophylopsides (Zosterophyllopsida), couramment appelés Zostérophylles, sont une classe éteinte de plantes proches des Lycophytes. Dans certaines classifications, elles correspondent à la division des Zostérophyllophytes (Zosterophyllophyta) .
Ce sont des plantes archaïques qui, bien qu'elles ne possédaient pas de microphylles, sont rapprochées des Lycophytes au sein de la branche des Lycopodiophytines. Elles sont aujourd'hui considérées comme un groupe-tronc paraphylétique de cette branche basal des Trachéophytes

## Systématique
Classification des genres selon Novikov & Barabasz-Krasny (2015) :
Division Zosterophyllophyta H. Bold :
- Classe † Zosterophyllopsida Foster et Gifford :
  - Ordre † Zosterophyllales Bierhorst :
    - Famille † Zosterophyllaceae Kräusel in Verdoorn :
      - † Zosterophyllum Penh.
      - † Adoketophyton C.S. Li et D. Edwards
      - † Discalis S.G.Hao
      - † Distichophytum Mägd. (?)
      - † Nothia Lyon ex El-Saadawy et Lacy

  - Ordre † Sawdoniales Kenrick et Crane :
    - Famille † Hsueaceae Kenrick et Crane :
      - † Hsua De M.Wang, S.G. Hao et Q. Wang

    - Famille † Sawdoniaceae Kenrick et Crane :
      - † Sawdonia F.M. Hueber

    - † Famille Gosslingiaceae H. Banks in Drake :
      - † Gosslingia Heard
- Classe † Barinophytopsida S.V. Meyen :
  - Ordre † Barinophytales Høeg ex Doweld :
    - Famille † Barinophytaceae Høeg ex H. Banks :
      - † Barinophyton White emend. Brauer
      - † Protobarinophyton Brauer
      - † Krithodeophyton D. Edwards

## Phylogénie
Un cladogramme sommaire, produit par Crane et al. en 2004, place le groupe paraphylétique de Zostérophylles largement définies, basal aux Lycopsides :
|  | † Groupes basaux (Adoketophyton, Discalis, Distichophytum (=Rebuchia), Gumuia, Huia, Zosterophyllum myretonianum, Z. llanoveranum, Z. fertile) |
|  | |
|  | † Noyau des Zosterophylles (Zosterophyllum divaricatum, Tarella, Oricilla, Gosslingia, Hsua, Thrinkophyton, Protobarinophyton, Barinophyton obscurum, B. citrulliforme, Sawdonia, Deheubarthia, Konioria, Anisophyton, Serrulacaulis, Crenaticaulis) |
|  | |
|  | \| \| † Groupes basaux (Nothia, Zosterophyllum deciduum) \| \| \| \| \| \| Lycopodiopsida (les vraies Lycophytes) \| \| \| \| |
|  | |
|  | † Groupes basaux (Nothia, Zosterophyllum deciduum) |
|  | |
|  | Lycopodiopsida (les vraies Lycophytes) |
|  | |

|  | † Groupes basaux (Nothia, Zosterophyllum deciduum) |
|  |                                                    |
|  | Lycopodiopsida (les vraies Lycophytes)             |
|  |                                                    |

|  | † Groupes basaux (Adoketophyton, Discalis, Distichophytum (=Rebuchia), Gumuia, Huia, Zosterophyllum myretonianum, Z. llanoveranum, Z. fertile) |
|  | |
|  | † Noyau des Zosterophylles (Zosterophyllum divaricatum, Tarella, Oricilla, Gosslingia, Hsua, Thrinkophyton, Protobarinophyton, Barinophyton obscurum, B. citrulliforme, Sawdonia, Deheubarthia, Konioria, Anisophyton, Serrulacaulis, Crenaticaulis) |
|  | |
|  | \| \| † Groupes basaux (Nothia, Zosterophyllum deciduum) \| \| \| \| \| \| Lycopodiopsida (les vraies Lycophytes) \| \| \| \| |
|  | |
|  | † Groupes basaux (Nothia, Zosterophyllum deciduum) |
|  | |
|  | Lycopodiopsida (les vraies Lycophytes) |
|  | |

|  | † Groupes basaux (Nothia, Zosterophyllum deciduum) |
|  |                                                    |
|  | Lycopodiopsida (les vraies Lycophytes)             |
|  |                                                    |

## Publication originale
- (en) A.S.Foster & Gifford in D.W. Bierhorst, Comp Morph. Vasc. Pl.: 106, 110 (1974).